# アルプラゾラム
アルプラゾラム（英: alprazolam）は、ベンゾジアゼピン系の短期間作用型抗不安薬および筋弛緩薬の一種。半減期は約14時間。日本では商品名ソラナックス、コンスタンで知られ、後発医薬品も多数出ており、適応は、心身症（日本では胃・十二指腸潰瘍、過敏性腸症候群、自律神経失調症）における身体症状と不安・緊張・抑うつ・睡眠障害である。
連用により依存症、急激な量の減少により離脱症状を生じることがある。向精神薬に関する条約のスケジュールIVに指定されている。麻薬及び向精神薬取締法の第三種向精神薬である。

## 医療用途
アルプラゾラムは一般的に不安障害、パニック障害、および化学療法における吐き気に対して使用される 。FDAラベルでは、医師はこの医薬品の効果を定期的に再評価すべきであると勧告している。

### パニック障害
アルプラゾラムは深刻な不安およびパニック発作に対しての救済に効果がある。しかしSSRIが開発されたことにより第一選択肢からは外され、オーストラリアでは耐性・依存・乱用リスクが高いため、もはやアルプラゾラムはパニック発作の治療には推奨されなくなった。パニック障害に対するアルプラゾラムの効果は、4 - 10週までに限られるというエビデンスが存在するが、患者は利益を失したにもかかわらず8ヶ月以上治療を続けたままにされている。
米国において、アルプラゾラムはパニック障害(対人恐怖を伴うものでも)に、アメリカ食品医薬品局(FDA)の認可を受けている。World Federation of Societies of Biological Psychiatry (WFSBP)は2002年に、アルプラゾラムを治療抵抗性パニック障害に対して、薬物耐性・依存の経歴のない患者に限って推奨している。

### 不安障害
米国では、アルプラゾラムは不安障害、短期間の不安救済にFDA認可されている。アルプラゾラムは抑うつを伴う不安に対し効果がある。体系的な臨床試験によると不安障害への適用は4週間までに限られる。
英国ではアルプラゾラムの処方は、深刻な不安に対し短期間(2-4週間)限りの治療に推奨される。
長期間のアルプラゾラム投与は抑うつを引き起こす。

### 頭痛、頸椎症、腰痛症、肩こり
日本の整形外科においては、筋弛緩作用により頭痛、頸椎症、腰痛症、肩こり対策に処方されている。

## 薬理

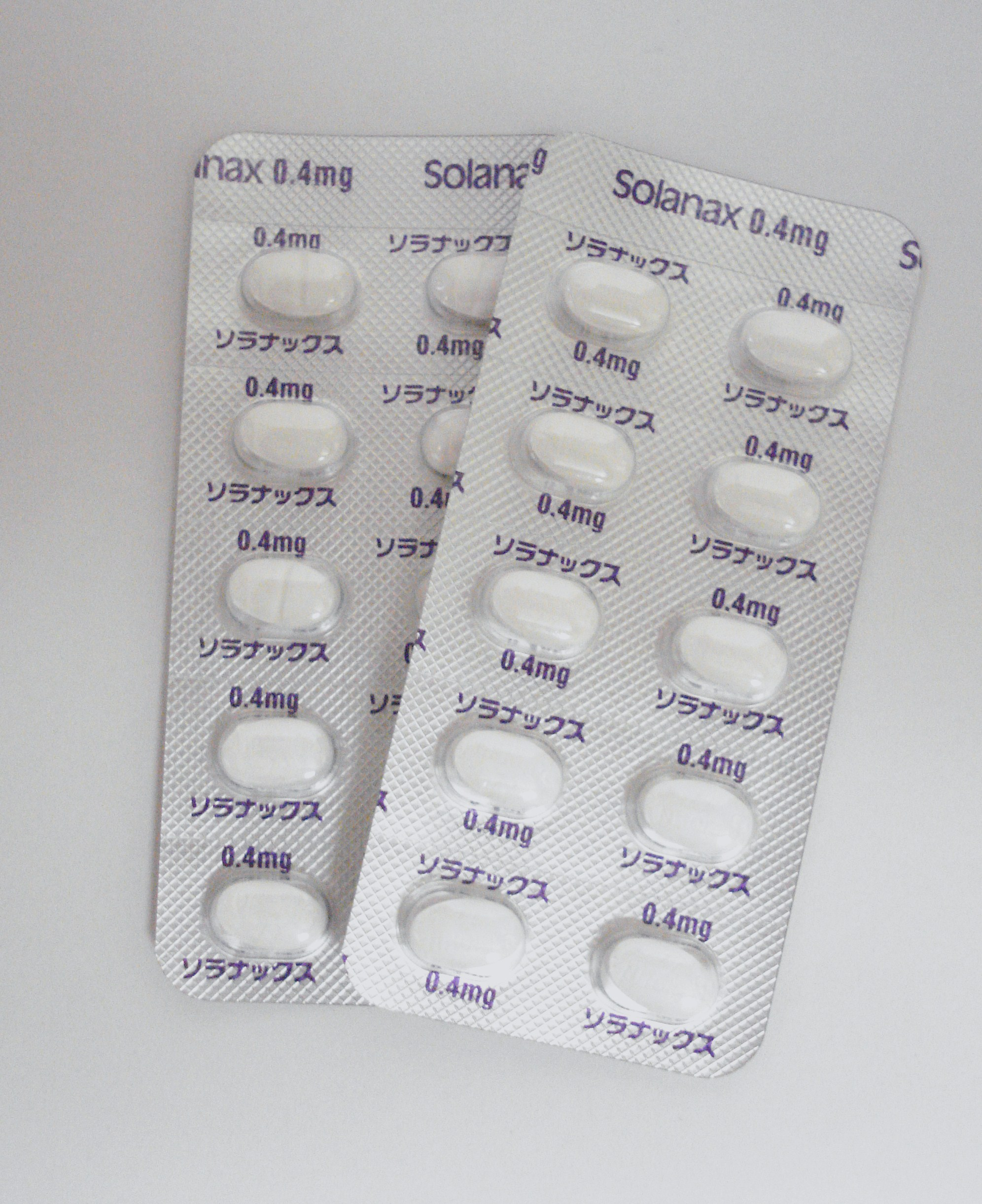
ソラナックス0.4mg錠

脳にあるGABA受容体ベンゾジアゼピン結合部位に結合することにより、神経細胞の活動を抑制させる。
服用してから15分から30分で最大効果が得られ、半減期は14時間ほどである。

## 副作用

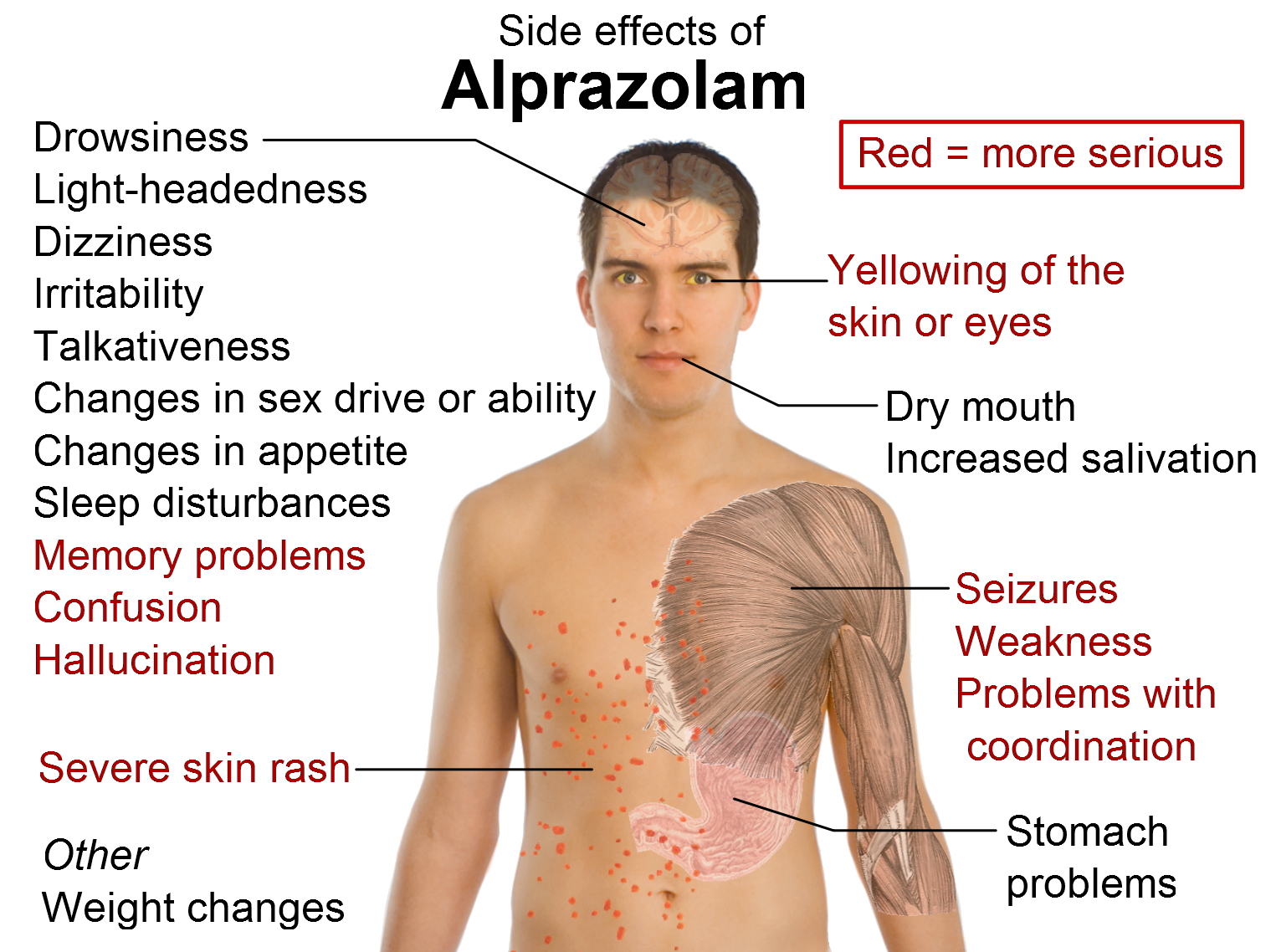
副作用

倦怠感、脱力感、集中力低下、眠気、頭痛、めまい、性欲減衰、瞳孔拡大等。

### 依存性と離脱
日本では2017年3月に「重大な副作用」の項に、連用により依存症を生じることがあるので用量と使用期間に注意し慎重に投与し、急激な量の減少によって離脱症状が生じるため徐々に減量する旨が追加され、厚生労働省よりこのことの周知徹底のため関係機関に通達がなされた。奇異反応に関して、錯乱や興奮が生じる旨が記載されている。医薬品医療機器総合機構からは、必要性を考え漫然とした長期使用を避ける、用量順守と類似薬の重複の確認、また慎重に少しずつ減量する旨の医薬品適正使用のお願いが出されている。調査結果には、日本の診療ガイドライン5つ、日本の学術雑誌8誌による要旨が記載されている。
アルプラゾラムとその他のベンゾジアゼピンは身体的依存・薬物耐性を引き起こし、長期投与後の減薬・断薬時にはベンゾジアゼピン離脱症候群を引き起こす。もし投与量が推奨量よりも多い場合、または患者の身体適応に応じて徐々の減薬を行うことなく服用をやめた場合、離脱症状が起こる可能性は高くなる。
アルプラゾラムの治療効果に対しての耐性により、アルプラゾラムは長期使用の効果がないという見解があり、物議を醸している。 
身体的依存はアルプラゾラム治療の結果として起こるのが普通である。離脱症状と反跳症状のため、中止時には離脱の影響を最小限に抑えるために投与量の漸減が必要である。
症状は穏やかなものは不快・不眠症、主要なものは発汗・不安・腹痛・筋肉の痙攣・嘔吐・抑うつ・震え、そしてまれに発作・自殺念慮・自殺などがある。
アルプラゾラムの断薬は、その深刻な反跳と離脱症状のため特に困難であるとされている。パニック障害に対してのベンゾジアゼピン治療効果はそのリスクを上回ることが罹患率と死亡率のデータで示唆されている。

## 社会と文化
アルプラゾラムは米国で最も処方され、かつ最も乱用されているベンゾジアゼピンである。

### 法的状況
国際的には、アルプラゾラムは国連の向精神薬に関する条約にてスケジュールIV指定である。
- 米国では、アルプラゾラムは処方薬であり、規制物質法に基づき麻薬取締局 (DEA) にてSchedule IV規制の薬物である[27]。
- 英国では、1971年薬物乱用法の分類にてベンゾジアゼピンはClassC (スケジュール4) の薬物である[28]。国民保健サービス(NHS)では処方禁止であり（NHSブラックリスト）、プライベート医療の処方箋によってのみ使用できる[29]。
- アイルランドでは、アルプラゾラムはアイルランド薬物乱用法（英語版）においてスケジュール4薬物である[30]。
- スウェーデンでは、1968年Narcotics Drugs Act法にてList IV (スケジュール4) の処方薬である[31][32]。
- オランダでは、アルプラゾラムはオランダアヘン法（英語版）にてList2薬物であり、処方薬である。

## 動物に投与された場合の狂暴化の可能性
2009年、米国においてペットとして飼育されていたチンパンジーが突如狂暴化し飼い主の友人の顔面を食い千切り、警官に射殺された事件の公判において、被告(飼い主)の弁護団は狂暴化の原因として「ザナックス」(アルプラゾラムの商標名)を獣医に処方されたことを主張した。検死の結果からも同薬が検出されており、ヤーキース米国立霊長類研究所のフランス・ドゥ・ヴァール博士はアルプラゾラムの服用が攻撃の原因になった可能性を指摘している。